# Black Mirror: Bandersnatch
Black Mirror: Bandersnatch este un film interactiv din 2018 din seria antologică științifico-fantastică Oglinda neagră. A fost scris de creatorul serialului Charlie Brooker și regizat de David Slade⁠(d). A avut premiera pe Netflix la 28 decembrie 2018, data lansării anunțată oficial abia cu o zi înainte. Netflix nu a confirmat natura interactivă a lui Bandersnatch până la lansare, cu toate că au existat mai multe speculații în mass media.
În Bandersnatch, spectatorii iau decizii pentru personajul principal, tânărul programator Stefan Butler (Fionn Whitehead), care adaptează un manual de jocuri de fantezie într-un joc video în 1984. Alte personaje din film sunt Mohan Thakur (Asim Chaudhry⁠(d)) și Colin Ritman (Will Poulter⁠(d)), care lucrează la o companie de jocuri video; tatăl lui Stefan, Peter (Craig Parkinson⁠(d)); și terapeuta lui Stefan, Dr. Haynes (Alice Lowe⁠(d)). O lucrare postmodernistă având ca temă centrală liberul arbitru, filmul a fost numit după un joc video real plănuit a fi lansat de Imagine Software⁠(d) în 1984, jocul nelansat fiind la rândul său numit după Bandersnatch, o creatură din scrierile lui Lewis Carroll.
Brooker și producătorul executiv Annabel Jones⁠(d) au fost abordați de Netflix cu privire la realizarea unui film interactiv în mai 2017, când Netflix a avut în derulare mai multe astfel de proiecte pentru copii. Dificultatea de a scrie scenariul extrem de neliniar a dus la crearea de către Netflix a unui program personalizat numit Branch Manager; natura unică a conținutului a necesitat adaptări în utilizarea sa de către platformă a memoriei cache. Bandersnatch trebuia inițial să facă parte din sezonul cinci Black Mirror, dar producția sa îndelungată a dus la lansarea sa ca film de sine stătător, cu amânarea sezonului cinci până în iunie 2019.
Criticii au lăudat designul tehnic al filmului, dar au criticat caracterizarea poveștii. Au existat comentarii mixte despre narațiune și măsura în care alegerile spectatorilor au afectat povestea. Filmul a avut note medii în listele criticilor versiunilor de Black Mirror după calitate, dar a obținut numeroase premii și nominalizări, câștigând două premii Emmy. Un proces intentat de Chooseco⁠(d) pentru utilizarea de către film a termenului „alege-ți aventura proprie” ("choose-your-own-adventure") a fost intentat în ianuarie 2019 și soluționat în noiembrie 2020.

## Rezumat

### Format
Bandersnatch este un film interactiv. Un scurt Tutorial⁠(d), specific dispozitivului pe care este transmis în flux, explică spectatorului cum să facă alegeri. Când i se prezintă un punct de alegere, utilizatorul are zece secunde pentru a face o alegere altfel se ia o decizie implicită pentru el. Vizionarea medie este de 90 de minute, cu toate că cea mai rapidă cale se termină după 40 de minute. Sunt 150 de minute în total de filmări unice împărțite în 250 de segmente, oferind peste un trilion de căi posibile pe care spectatorul le poate parcurge. În unele cazuri, aceeași scenă este accesibilă în mai multe moduri diferite, dar va prezenta privitorului opțiuni diferite în funcție de modul în care a ajuns la ea. În alte cazuri, anumite bucle ghidează spectatorii către o narațiune specifică, indiferent de alegerile pe care le fac.
Netflix a raportat că există cinci deznodăminte „principale”, cu variante în fiecare final; unele finaluri sunt întretăiate cu credite, similar altor episoade Black Mirror. Producătorul Russell McLean a spus că există între zece și doisprezece deznodăminte, dintre care unele sunt mai concrete decât altele și, potrivit regizorului David Slade, există câteva finaluri în genul „ouă de aur” care sunt greu de realizat. Niciun final nu este considerat „prescris” față de oricare altul, potrivit creatorului Charlie Brooker și producătorului executiv Annabel Jones⁠(d), mai ales că au considerat că unele finaluri nu sunt cu adevărat finaluri în sensul tradițional.
În cele mai multe cazuri, când spectatorul ajunge la un final, filmul interactiv îi oferă jucătorului opțiunea de a reface o ultimă alegere critică pentru a explora conținut diferit, uneori cu o derulare rapidă prin părțile timpurii ale poveștii deja văzute. Unele finaluri pot deveni imposibil de atins pe baza alegerilor făcute de spectator, dacă nu aleg varianta repornirii filmului.

### Sinopsis

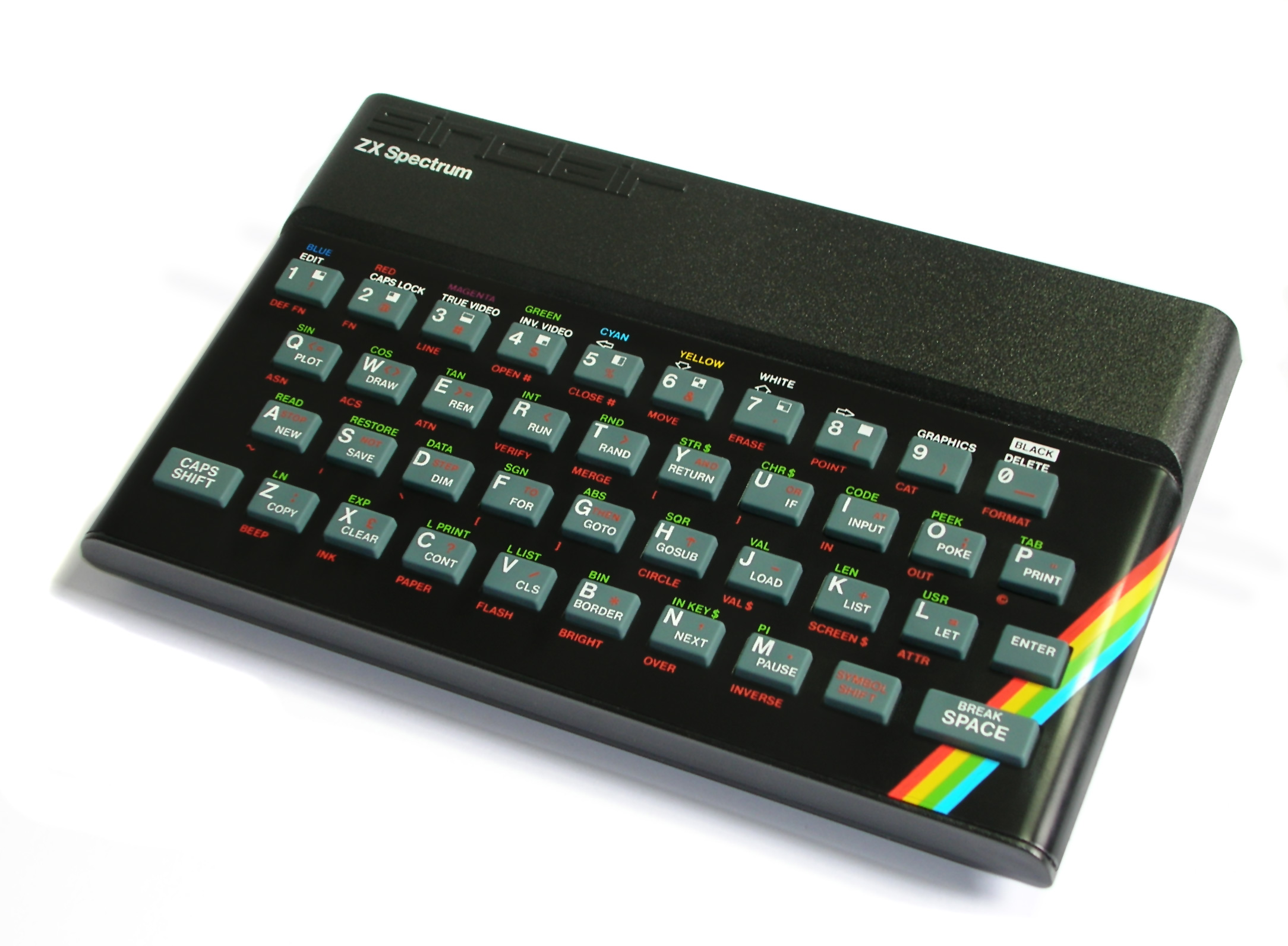
Stefan Butler folosește un ZX Spectrum pentru a programa jocul său Bandersnatch.

În Marea Britanie, în iulie 1984, un tânăr programator pe nume Stefan Butler adaptează o carte în genul „alege-ți propria aventură” a regretatei mamei sale, Bandersnatch carte scrisă de Jerome F. Davies, într-un joc de aventură revoluționar. Stefan îl propune companiei de jocuri video Tuckersoft, condusă de Mohan Thakur care l-a angajat pe faimosul creator de jocuri video Colin Ritman. Stefan are posibilitatea de a alege să accepte sau să respingă ajutorul companiei în dezvoltarea jocului. Dacă Stefan acceptă, Colin îi spune că a ales „calea greșită”. Jocul va fi lansat câteva luni mai târziu, de Crăciun, și este analizat critic ca „proiectat de comitet”. Stefan ia in considerare ideea sa mai încerce să-l refacă, iar filmul revine in ziua ofertei, iar spectatorului i se oferă aceeași alegere.
Dacă respinge oferta companiei, Stefan lucrează singur la joc în dormitorul său, având un termen limită în luna septembrie. Pe măsură ce jocul devine mai complex, Stefan devine stresat și ostil tatălui său Peter. El vizitează clinica Dr. R. Haynes la Terapie⁠(d). Spectatorul îl poate pune pe Stefan să-i explice doctorului Haynes despre moartea mamei sale: când avea cinci ani, tatăl Peter i-a luat jucăria sa, un iepure din pluș. Mama sa a întârziat din cauza refuzului lui Stefan de a pleca fără iepure, iar trenul următor pe care l-a luat a deraiat, ucigând-o. Stefan se simte responsabil pentru moartea ei. Dr. Haynes îi prescrie lui Stefan un medicament, pe care spectatorul îl poate  arunca la toaletă sau îl poate pune pe Stefan să-l ia.
Spectatorul poate alege ca Stefan să accepte o invitație în apartamentul lui Colin, unde locuiește cu iubita sa Kitty și fiica lor Pearl. Cei doi iau droguri halucinogene, iar Colin îi dezvăluie despre programe secrete guvernamentale de control al minții și despre cronologii alternative. Pentru a-și demonstra teoriile, Colin îi cere lui Stefan să aleagă care dintre ei doi va sări de la balcon. Dacă Stefan sare, moare iar jocul este terminat de Tuckersoft cu recenzii slabe. Dacă Colin sare, întreaga întâlnire va fi doar un vis, iar Colin va fi absent în scenele viitoare dar își amintește evenimentele din acest vis.
Când se apropie termenul limită de livrare a jocului, Stefan începe să simtă că este controlat de forțe externe. Stefan descoperă ca viața sa este în oglindă cu cea a lui Davies, despre care află dintr-o carte pe care o cumpără și dintr-un documentar de la Colin. Ca și Davies, vede imagini cu un simbol al „căii de ramificare”, care se pare că l-a determinat pe Davies să-și decapiteze propria sa soție. Pe măsură ce începe să sufere mental, spectatorul are mai multe opțiuni de a-i explica lui Stefan cine l-a controlat, inclusiv opțiunea ca lui Stefan să i se spună că este urmărit pe Netflix în secolul al XXI-lea. Spectatorul poate descoperi un seif cu parolă (TOY sau respectiv PAC) care conține fie vechiul iepure de jucărie al lui Stefan, fie respectiv documente despre el care dezvăluie că este monitorizat într-un experiment secret.
Sunt numeroase finaluri posibile. Stefan poate alege să se lupte cu terapeuta sa, după care se dezvăluie ca se află pe un platou de filmare si ca "tatăl" său este dar un coleg actor care se uită pe un smart. Un alt set de alegeri îl face pe Stefan să treacă printr-o oglindă spre  sinele său de cinci ani pentru a „muri” împreună cu mama sa în accidentul de tren, ceea ce face să moară brusc în prezent. În alte alegeri, spectatorul are opțiunea de a-l determina pe Stefan să-și omoare tatăl și apoi să îngroape sau să taie cadavrul. Îngroparea duce la închisoarea lui Stefan înainte de lansarea jocului, după ce cadavrul este găsit de câinele vecinului (despre care tatăl său spune la începutul filmului că ne va ruina). Dezmembrarea duce la lansarea cu succes a jocului, dar Stefan ajunge tot la închisoare la scurt timp și jocul este retras de pe piață și distrus. 
Alte scene îi arată pe Mohan, Colin sau Kitty sosind în  casa lui Stefan, uneori cu opțiunea de a ucide personajele. În unele finaluri, spectatorului i se arată reacția critică la jocul Bandersnatch și soarta companiei Tuckersoft, care ar putea intra în faliment. 
Un alt final (chop up body) are loc în prezent cu adulta Pearl, acum programatoare pentru Netflix, care încearcă să adapteze Bandersnatch într-un film interactiv. Privitorul poate alege ca ea să toarne ceaiul peste computerul ei sau să-l distrugă, ceea ce înseamnă că poate merge pe același drum pe care l-au străbătut Davies și Stefan.

## Distribuție
Distribuția este adaptată după Screen Rant.
- Fionn Whitehead⁠(d) – Stefan Butler, a young programmer
- Will Poulter⁠(d) – Colin Ritman, an acclaimed game designer
- Asim Chaudhry⁠(d) – Mohan Thakur, the owner of Tuckersoft
- Craig Parkinson⁠(d) – Peter Butler, tatăl lui Stefan r
- Alice Lowe⁠(d) – Dr. R. Haynes, a therapist
- Tallulah Haddon⁠(d) – Kitty, Colin's girlfriend
- Catriona Knox – Leslie, a video game review host
- Jonathan Aris⁠(d) – Crispin, a news reporter
- Paul M Bradley – Robin, a video game review critic
- Alan Asaad – Satpal, a Tuckersoft employee
- Suzanne Burden⁠(d) – Judith Mulligan, a documentary host
- Fleur Keith – mama lui Stefan
- Laura Evelyn – Pearl Ritman, the child of Colin and Kitty
- Jeff Minter⁠(d) – Jerome F. Davies, author of Bandersnatch

## Producție
Bandersnatch a fost lansat de Netflix la 28 decembrie 2018 în 28 de limbi. Inițial, a fost creat ca un episod din sezonul cinci, dar a devenit un film de sine stătător datorită complexității sale. Bandersnatch a fost produs ca unul dintre episoadele sezonului cinci.
Brooker a comparat efortul depus pentru a realiza Bandersnatch cu producerea a patru episoade ale seriei Black Mirror. Astfel, al cincilea sezon din Black Mirror a fost amânat, cele trei episoade ale sale având premiera la 5 iunie 2019.